# Great Sankey
Great Sankey är en ort och civil parish i kommunen Borough of Warrington i Storbritannien. Den ligger i grevskapet Cheshire och riksdelen England, i den centrala delen av landet, 270 km nordväst om huvudstaden London. Great Sankey ligger 17 meter över havet och antalet invånare är 43 793.
Terrängen runt Great Sankey är platt. Runt Great Sankey är det mycket tätbefolkat, med 1 056 invånare per kvadratkilometer. Närmaste större samhälle är St Helens, 8,9 km nordväst om Great Sankey. Runt Great Sankey är det i huvudsak tätbebyggt.